# Vajradhara-Dorje Chang

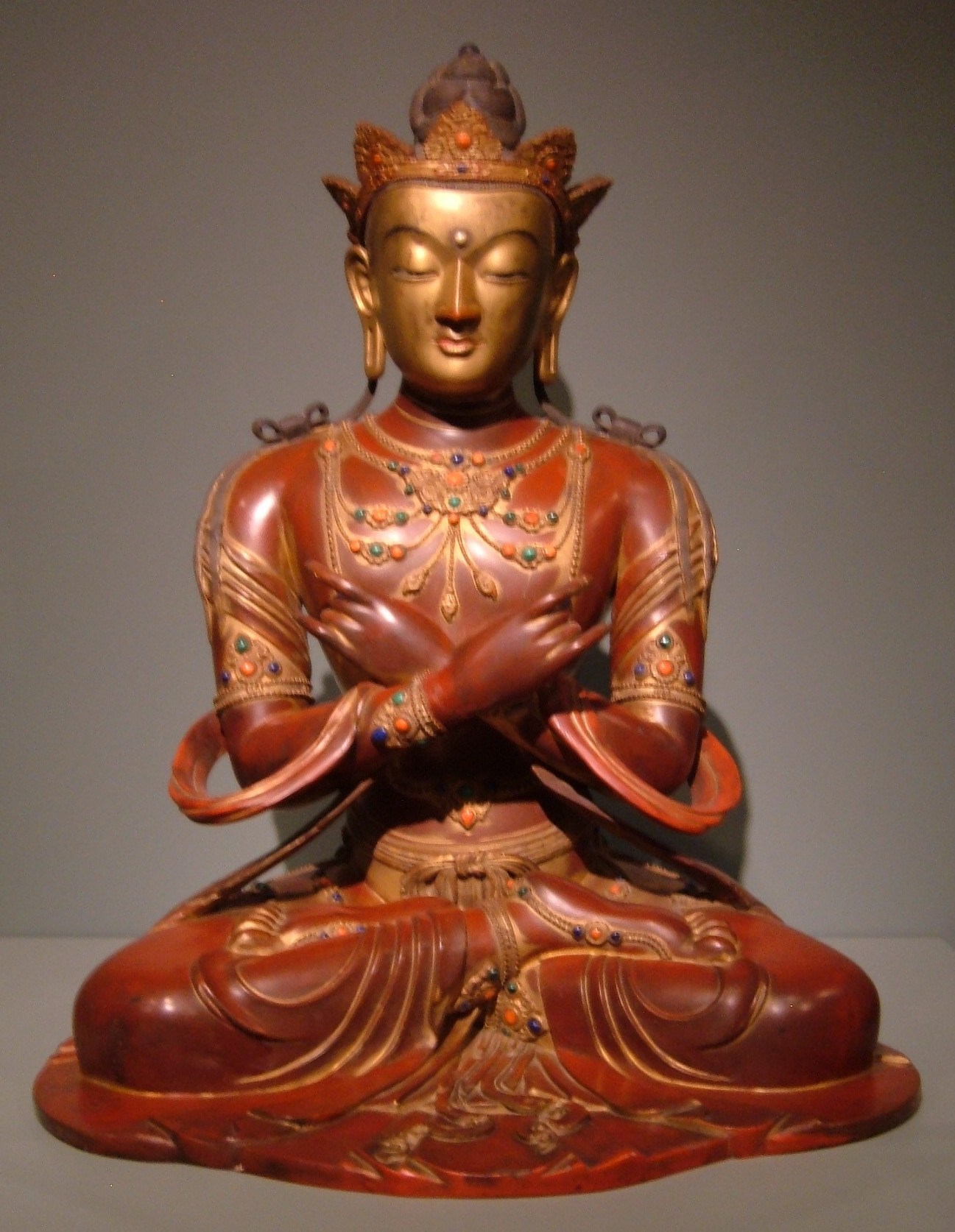
Estatua china de Vajradhāra del.

Vajradhāra (en sánscrito: वज्रधर, "portador del diamante o del vajra", en tibetano: རྡོ་རྗེ་འཆང། Dorje Chang) es el buda primordial o Adi-Buda según las escuelas Sakya, Gelug y Kagyu del budismo tibetano.
En la evolución del budismo, el buda Vajradhāra desplazó gradualmente al buda Samantabhadra como buda primordial, aunque Samantabhadra continúa siendo el buda primordial de la escuela tibetana Nyingma. Ambos son metafísicamente equivalentes.
A Samantabhadra se le representa sin ningún atributo. En cambio, a Vajradhara se le representa a menudo con muchos adornos y atributos. Tanto Vajradhara como Samantabhadra aparecen representados generalmente en unidad yab-yum con sus respectivas consortes y son budas primordiales que encarnan el vacío. Vajradhara es de color azul oscuro y refleja la quintaesencia de la budeidad y la realización de la iluminación del Buda histórico.  Se cree que el buda Vajradhara es la esencia suprema de todos los budas y que enseñó originalmente los tantras. 
Los cinco budas de la sabiduría son manifestaciones del buda primordial Vajradhara/Samantabhadra:
- Akshobhia
- Amoghasiddhi
- Amitabha
- Ratnasambhava
- Vairochana